# Жан-Марі Гюстав Ле Клезіо
Жан-Марі́ Гюста́в Ле Кле́зіо (фр. Jean-Marie Gustave Le Clezio; нар.13 квітня 1940, Ніцца) — класик сучасної французької та маврикійської літератури, лауреат Нобелівської премії з літератури 2008 року.

## Біографія
Народився 13 квітня 1940 року в Ніцці. Батько його був англійцем, з сім'ї бретонців, що перебралися в XVIII столітті на острів Маврикій, мати — француженкою.
Коли Жан-Марі виповнилося 8 років, родина Ле Клезіо переїхала мешкати до Нігерії. Під час переїзду до Нігерії — подорож тривала місяць — Ле Клезіо робить перші кроки в літературі, написавши свої перші дві книжки «Un long voyage» та «Oradi noir».
Завдяки перебуванню в англомовній Нігерії Ле Клезіо з дитячих років виховується в двомовному середовищі, і з однаковою майстерністю опановує як французьку, так й англійську мови.
1950 року родина Ле Клезіо повертається до Ніцци, де молодий Жан-Марі закінчує середню освіту, після чого вступає до Бристольського університету, де протягом 1958–1959 років продовжує вивчення англійської мови. Пізніше, в 1963 році отримує ступінь бакалавра в Institut d’Études Littéraires (Ніцца, Франція). Ступінь магістра Ле Клезіо отримує в університеті Екс-ан-Прованса 1964 року, 1983 року захищає роботу з ранньої історії Мексики на ступінь доктора в університеті Перпіньяна. Працює в університетах Бангкоку, Мехико, Бостона, Остіна та Альбукерке.
До своєї персони як письменника Ле Клезіо привернув вже першим романом «Протокол» (фр. Le procès-verbal, 1963), за який того ж року був удостоєний премії Ренодо, французької премії, яка за авторитетом поступається лише Гонкурівській премії. Вихований на традиціях екзистенціалізму та «нового роману», Ле Клезіо майстерно жонглює словами, намагаючись підняти їх над побутовим примітивізмом і надати їм колишню силу для відтворення реальності. Перший роман поклав початок серії творів, яка містила збірки оповідань «Гарячка» (фр. La fièvre, 1965) та «Потоп» (фр. Le déluge, 1966), в яких він талановито описує загальний страх мешканця сучасного європейського мегаполісу.
Письменник багато подорожує по Південній Америці, Південно-Східній Азії і Африці, де знаходить сюжети для нових текстів. У різні роки він жив в Таїланді, США, Японії, Нігерії, на острові Маврикій. Здійснюючи велику подорож по Мексиці і Панамі, Жан-Марі Гюстав Ле Клезіо якийсь час жив серед індіанців, де захопився культурою індіанців і зайнявся перекладом французькою мовою мексиканських міфів.
Ле Клезіо був двічі одружений, він батько двох дочок.
Ле Клезіо опублікував понад 30 книг — романів, збірок новел, перекладів мексиканських міфів, зокрема книги «Пустеля», «Подорожі по ту сторону», «Золота рибка», «Небесні жителі», «Мондо», «Дієго і Фріда» (історія життя і любові Фріди Кало і Дієго Рівери). Твори Ле Клезіо було перекладено англійською, німецькою та іншими мовами, зокрема українською.

## Премії
- Премія Théophraste Renaudot (1963)
- Премія Larbaud (1972)
- Премія Paul Morand de l'Académie française (1980)
- Премія Jean Giono (1997)
- Премія Prince de Monaco (1998)
- Stig Dagermanpriset (2008)
- Нобелівська премія з літератури (2008)

## Українські переклади
- Потоп. Київ, «Видавництво Жупанського», 2010. — 252 с. (Серія «Лауреати Нобелівської премії»). ISBN 978-966-2355-04-8
- «У лісі парадоксів» [Архівовано 27 січня 2012 у Wayback Machine.], пер. Олени Кобчинська,
- «Потоп» [Архівовано 27 січня 2012 у Wayback Machine.] пер. Галини Чернієнко